# HD138519
HD138519 — хімічно пекулярна зоря спектрального класу B8, що має видиму зоряну величину в смузі V приблизно  7,9.
Вона  розташована на відстані близько 1164,8 світлових років від Сонця.

## Пекулярний хімічний склад
Зоряна атмосфера HD138519 має підвищений вміст 
Si
.